# Helicochetus levifolius
Helicochetus levifolius är en mångfotingart som beskrevs av Carl Graf Attems 1914. Helicochetus levifolius ingår i släktet Helicochetus och familjen Odontopygidae. Inga underarter finns listade i Catalogue of Life.